# Buzsák, Somogy
Buzsák  este un sat în districtul Fonyód, județul Somogy, Ungaria, având o populație de 1.376 de locuitori (2011). 

## Demografie
Componența etnică a satului Buzsák
     Maghiari (93,85%)
     Germani (4,45%)
     Romi (1,7%)
Componența confesională a satului Buzsák
     Romano-catolici (62,86%)
     Fără religie (3,34%)
     Necunoscută (31,4%)
     Alte religii (2,62%)
Conform recensământului din 2011, satul Buzsák avea 1.376 de locuitori. Din punct de vedere etnic, majoritatea locuitorilor (93,85%) erau maghiari, existând și minorități de germani (4,45%) și romi (1,7%).  Din punct de vedere confesional, majoritatea locuitorilor (62,86%) erau romano-catolici, cu o minoritate de persoane fără religie (3,34%). Pentru 31,4% din locuitori nu este cunoscută apartenența confesională.